# Costus le-testui
Costus le-testui är en enhjärtbladig växtart som beskrevs av François Pellegrin. Costus le-testui ingår i släktet Costus och familjen Costaceae. Inga underarter finns listade.